# 张厝乡
张厝乡，是中华人民共和国福建省南平市邵武市下辖的一个乡镇级行政单位。

## 行政区划
张厝乡下辖以下地区：
张厝村、祝岭村、山源村、九丰村、梨村和俞厝墩村。